# Лінь Пей Вун
Лінь Пей Вун (25 листопада 1999) — тайванська плавчиня.
Учасниця Олімпійських Ігор 2016 року.